# انریکه پنا زائونر
انریکه پنا زائونر (انگلیسی: Enrique Peña Zauner؛ زادهٔ ۴ مارس ۲۰۰۰) بازیکن فوتبال اهل آلمان است.
از باشگاه‌هایی که در آن بازی کرده‌است می‌توان به باشگاه فوتبال اس‌وی زاندهاوزن اشاره کرد.
وی همچنین در تیم‌های ملی فوتبال Germany national under-16 football team و زیر ۲۰ سال ونزوئلا بازی کرده‌است.